# Dobrotici, Varna
Dobrotici (în bulgară Добротич) este un sat în comuna Vălci Dol, regiunea Varna,  Bulgaria. 

## Demografie
Componența etnică a satului Dobrotici
     Romi (37,78%)
     Bulgari (39,84%)
     Nicio identificare (22,36%)
     Altele (0%)
La recensământul din 2011, populația satului Dobrotici era de 389 locuitori. Nu există o etnie majoritară, locuitorii fiind bulgari (39,84%) și romi (37,78%). Pentru 22,36% din locuitori nu este cunoscută apartenența etnică.